# Canton de Lille-Sud-Est
Le canton de Lille-Sud-Est est un ancien canton français, situé dans le département du Nord et la région Nord-Pas-de-Calais.
Le canton de Lille-Sud-Est faisait partie de la première circonscription du Nord, à l'exception des communes de Ronchin et Lezennes, qui faisaient partie de la deuxième circonscription du Nord.

## Composition

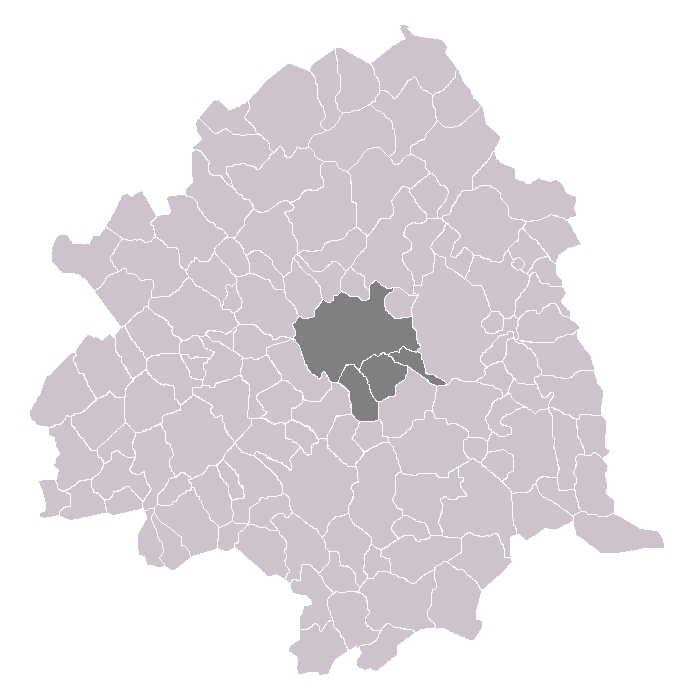
Canton de Lille-Sud-Est dans son arrondissement

Le canton de Lille-Sud-Est se composait d’une fraction de la commune de Lille et de trois autres communes. Il compte 44 656 habitants (population municipale) au 1er janvier 2012.
| Nom               | Code Insee | Intercommunalité              | Population (dernière pop. légale)               |
| ----------------- | ---------- | ----------------------------- | ----------------------------------------------- |
| Lille (chef-lieu) | 59350      | Métropole européenne de Lille | Fraction : 5 647(2012) Commune : 233 897 (2014) |
| Faches-Thumesnil  | 59220      | Métropole européenne de Lille | 17 455 (2014)                                   |
| Lezennes          | 59346      | Métropole européenne de Lille | 3 136 (2014)                                    |
| Ronchin           | 59507      | Métropole européenne de Lille | 18 676 (2014)                                   |

## Histoire: conseillers généraux de 1833 à 2015
- Le canton Sud-Est, pour sa partie lilloise, apparait dès 1801 et n'a jamais changé ni de périmètre ni d'appellation depuis lors.
- De 1833 à 1848, les cantons de Lille Nord-Est et Lille Sud-Est avaient le même conseiller général. Le nombre de conseillers généraux était limité à 30 par département[2].

| Période | Période           | Identité                           | Étiquette                     | Qualité                                                                                            |
| ------- | ----------------- | ---------------------------------- | ----------------------------- | -------------------------------------------------------------------------------------------------- |
| 1833    | 1848              | Jean-Baptiste Smet (1787-1856)     |                               | Propriétaire, filtier Maire de Lille (1830-1832)                                                   |
| 1848    | 1851              | Alphonse Bianchi (1816-1871)       | Républicain                   | Homme de lettres et journaliste à Lille                                                            |
| 1851    | 1859 (décès)      | Pierre Legrand (1804-1859)         | Ind.                          | Avocat à Lille Député de la 1re circonscription du Nord (1852-1859) Conseiller municipal de Lille  |
| 1859    | 1879 (décès)      | François-Firmin Morisson           | Républicain                   | Docteur en médecine Adjoint au maire de Lille                                                      |
| 1879    | 1882 (démission)  | Chéri Dumez                        | Radical puis Socialiste       | Propriétaire à Lille                                                                               |
| 1882    | 1895              | Édouard Mariage                    | Républicain                   | Propriétaire à Lille                                                                               |
| 1895    | 1902 (annulation) | Louis Dupied                       | Socialiste (POF)              | Ouvrier du textile (bobineur) Adjoint au maire de Lille                                            |
| 1902    | 1907              | René Brackers d'Hugo               | Républicain Anticollectiviste | Avocat Adjoint au maire de Lille                                                                   |
| 1907    | 1926 (décès)      | Charles Eugène Saint-Venant (père) | SFIO                          | Ouvrier confiseur Député (1919-1926)                                                               |
| 1926    | 1940              | Charles Saint-Venant (fils)        | SFIO                          | Employé Député de la 4e circonscription de Lille (1936-1942) Maire de Lille (1936-1940)            |
|         |                   |                                    |                               | |
| 1945    | 1949              | Charles Girardon                   | PCF                           | Wattman à la compagnie des Tramways de Lille                                                       |
| 1949    | 1955              | René Gaifie (1889-1975)            | RPF puis RS                   | Ingénieur Maire de Lille (1947-1955)                                                               |
| 1955    | 1961              | Jules Defaux                       | MRP                           | Médecin, adjoint au maire de Lille Ancien conseiller général du canton de Lille-Nord (1945-1951)   |
| 1961    | 1967              | Arthur François                    | DVD                           | Commerçant Maire de Faches-Thumesnil (1953-1974)                                                   |
| 1967    | 1973              | Robert Menu                        | UDR                           | Commerçant Député (1968-1973)                                                                      |
| 1973    | 1979              | Henri Kints                        | PS                            | Maire de Ronchin (1965-1983)                                                                       |
| 1979    | 2004              | Michel Laignel (1940-2016)         | PS                            | Inspecteur à la MAIF Maire de Ronchin (1983-2006) Député suppléant de Bernard Derosier (1978-1986) |
| 2004    | 2015              | Marc Godefroy                      | PS                            | Directeur de formation Maire de Lezennes (2001-2018) Élu en 2015 dans le canton de Lille-4         |

Historique des élections
- 1979 :
  - Michel Laignel l'emporte avec 63,17 % face au RPR Coulon 36,83 %

- 1985 :
  - Michel Laignel est réélu avec 56,18 % au candidat UDF Bonfils 43,81 %
  - 1er Tour : PS : 39,08 % / Ext. G : 2,77 % /¨PC : 8,55 % / Div Eco : 4,89 % / UDF : 23,12 % / DVD : 9,21 % / FN : 12,38 %

- 1992 :
  - Michel Laignel est réélu avec 54,83 % contre Nicolas Lebas (UDF) 45,17 %
  - 1er Tour : PS : 36,98 % / PC : 6,44 % / verts : 6,74 % / DVG : 1,12 % / UDF : 19,41 % / DVD : 7,58 % / Div éco : 7,70 % / FN : 14,02 %

- 1998 :
  - Michel Laignel est réélu avec 62,68 % contre Nicolas Lebas (UDF) 37,32 %
  - 1er Tour : PS : 43,21 % / PC : 6,86 % / verts : 8,59 % / UDF : 24,59 % / FN : 16,74 %

- 2004 :
  - Marc Godefroy (PS) est élu

- 2011 :
  - Marc Godefroy (PS) est réélu (71,56 %) face à Eric Dillies (FN)

## Conseillers d'arrondissement (de 1833 à 1940)
| Période | Période | Identité                               | Étiquette                | Qualité |
| ------- | ------- | -------------------------------------- | ------------------------ | --- |
| 1833    | 1848    | Louis Henry Joseph Richebé (1789-1864) |                          | Brasseur, négociant à Lille, maire de Fives                                                                 |
|         |         |                                        |                          | |
| 1880    |         | G. Watrelot                            |                          | Propriétaire à Lille                                                                                        |
|         |         |                                        |                          | |
| 1892    | 1898    | Louis Luce                             | Républicain progressiste | Propriétaire, rentier, conseiller municipal de Ronchin                                                      |
| 1898    | 1904    | Désiré Vandaele                        | POF                      | Ouvrier métallurgiste à Lille                                                                               |
| 1904    | 1907    | Charles Saint-Venant                   | POF-SFIO                 | Ouvrier confiseur, Lille                                                                                    |
| 1907    | 1919    | Émile Vandorme (1872-?)                | SFIO                     | Représentant de commerce, Lille                                                                             |
| 1919    | 1922    | Henri Samson (1864-1925)               | SFIO                     | Ouvrier fileur de lin, directeur de coopérative, adjoint au maire de Lille                                  |
| 1922    | 1940    | Julien Cochez                          | SFIO                     | Maire de Faches-Thumesnil (1923-1935)                                                                       |
| 1940    |         |                                        |                          | Les conseils d'arrondissement ont été suspendus par la loi du 12 octobre 1940 et n'ont jamais été réactivés |

## Démographie
| 1962 | 1968 | 1975 | 1982 | 1990   | 1999   | 2006   | 2011   | 2012   |
| ---- | ---- | ---- | ---- | ------ | ------ | ------ | ------ | ------ |
| -    | -    | -    | -    | 41 574 | 41 812 | 43 216 | 44 259 | 44 656 |